# Saint-Priest-les-Fougères
Saint-Priest-les-Fougères é uma comuna francesa na região administrativa da Nova Aquitânia, no departamento Dordonha. Estende-se por uma área de 21,1 km². Em 2010 a comuna tinha 386 habitantes (densidade: 18,3 hab./km²).